# 紐西蘭松球魚
紐西蘭松球魚為輻鰭魚綱燧鯛亞目松毬魚科的其中一種，分布於西南太平洋的紐西蘭海域，棲息在礁石區，夜行性。